# Coupe du monde de VTT 2024
Navigation
2023 2025
La Coupe du monde de VTT 2024 est la 34e édition de la Coupe du monde de VTT, renommée Série Mondiale Mountain Bike UCI. Cette édition comprend les disciplines suivantes : cross-country, cross-country short track, cross-country eliminator, cross-country à assistance électrique (E-Mountain Bike), descente, enduro (EDR) et enduro à assistance électrique.

## Programme
| Date              | Lieu             | XCO | XCC | XCM | DHI | EDR | EDR-E |
| ----------------- | ---------------- | --- | --- | --- | --- | --- | ----- |
| 12–14 avril       | Mairiporã        | X   | X   |     |     |     |       |
| 19–21 avril       | Araxá            | X   | X   |     |     |     |       |
| 3–5 mai           | Fort William     |     |     |     | X   |     |       |
| 10–12 mai         | Finale Ligure    |     |     |     |     | X   | X     |
| 17–19 mai         | Bielsko-Biała    |     |     |     | X   | X   | X     |
| 24–26 mai         | Nove Mesto       | X   | X   | X   |     |     |       |
| 7–9 juin          | Leogang          |     |     |     | X   | X   | X     |
| 14–16 juin        | Val di Sole      | X   | X   |     | X   |     |       |
| 21–23 juin        | Crans-Montana    | X   | X   |     |     |     |       |
| 28 juin–7 juillet | Les Gets         | X   | X   | X   | X   | X   | X     |
| 12–14 juillet     | Bellwald         |     |     |     |     | X   | X     |
| 6–8 septembre     | Loudenvielle     |     |     |     | X   | X   | X     |
| 27–29 septembre   | Lake Placid      | X   | X   | X   |     |     |       |
| 4–6 octobre       | Mont Sainte-Anne | X   | X   |     | X   |     |       |

## Cross-country

### Hommes

#### Élites
| # | Date         | Lieu              | Vainqueur           | Deuxième          | Troisième        | Leader du général   |
| - | ------------ | ----------------- | ------------------- | ----------------- | ---------------- | ------------------- |
| 1 | 14 avril     | Mairiporã,        | Christopher Blevins | Victor Koretzky   | Filippo Colombo  | Christopher Blevins |
| 2 | 21 avril     | Araxá,            | Simon Andreassen    | Victor Koretzky   | Alan Hatherly    | Victor Koretzky     |
| 3 | 26 mai       | Nove Mesto,       | Tom Pidcock         | Nino Schurter     | Marcel Guerrini  | Victor Koretzky     |
| 4 | 16 juin      | Val di Sole,      | Nino Schurter       | Alan Hatherly     | Mathis Azzaro    | Victor Koretzky     |
| 5 | 23 juin      | Crans-Montana,    | Tom Pidcock         | Mathias Flückiger | Luca Braidot     | Nino Schurter       |
| 6 | 7 juillet    | Les Gets,         | Alan Hatherly       | Mathias Flückiger | Simon Andreassen | Alan Hatherly       |
| 7 | 29 septembre | Lake Placid,      | Victor Koretzky     | Alan Hatherly     | Filippo Colombo  | Alan Hatherly       |
| 8 | 6 octobre    | Mont Sainte-Anne, | Alan Hatherly       | Mathis Azzaro     | Victor Koretzky  | Alan Hatherly       |

| Pos | Cycliste            | Pts  |
| --- | ------------------- | ---- |
| 1.  | Alan Hatherly       | 1678 |
| 2.  | Victor Koretzky     | 1359 |
| 3.  | Filippo Colombo     | 1229 |
| 4.  | Nino Schurter       | 1164 |
| 5.  | Mathias Flückiger   | 1034 |
| 6.  | Luca Schwarzbauer   | 1002 |
| 7.  | Luca Braidot        | 979  |
| 8.  | Jordan Sarrou       | 940  |
| 9.  | Simon Andreassen    | 933  |
| 10. | Christopher Blevins | 900  |

#### Espoirs
| # | Date         | Lieu              | Vainqueur     | Deuxième      | Troisième      | Leader du général |
| - | ------------ | ----------------- | ------------- | ------------- | -------------- | ----------------- |
| 1 | 13 avril     | Mairiporã,        | Riley Amos    | Bjorn Riley   | Finn Treudler  | Riley Amos        |
| 2 | 21 avril     | Araxá,            | Riley Amos    | Finn Treudler | Alex Malacarne | Riley Amos        |
| 3 | 25 mai       | Nove Mesto,       | Riley Amos    | Luca Martin   | Bjorn Riley    | Riley Amos        |
| 4 | 16 juin      | Val di Sole,      | Riley Amos    | Bjorn Riley   | Finn Treudler  | Riley Amos        |
| 5 | 22 juin      | Crans-Montana,    | Riley Amos    | Bjorn Riley   | Luca Martin    | Riley Amos        |
| 6 | 7 juillet    | Les Gets,         | Bjorn Riley   | Luca Martin   | Finn Treudler  | Riley Amos        |
| 7 | 28 septembre | Lake Placid,      | Cole Punchard | Dario Lillo   | Alex Malacarne | Riley Amos        |
| 8 | 6 octobre    | Mont Sainte-Anne, | Dario Lillo   | Luca Martin   | Yannis Musy    | Riley Amos        |

| Pos | Cycliste           | Pts |
| --- | ------------------ | --- |
| 1.  | Riley Amos         | 974 |
| 2.  | Bjorn Riley        | 830 |
| 3.  | Luca Martin        | 803 |
| 4.  | Dario Lillo        | 763 |
| 5.  | Finn Treudler      | 703 |
| 6.  | Luke Wiedmann      | 573 |
| 7.  | Cole Punchard      | 519 |
| 8.  | Luke Moir          | 513 |
| 9.  | Martin Groslambert | 441 |
| 10. | Rens Teunissen     | 433 |

### Femmes

#### Élites
| # | Date         | Lieu              | Vainqueur              | Deuxième          | Troisième         | Leader du général |
| - | ------------ | ----------------- | ---------------------- | ----------------- | ----------------- | ----------------- |
| 1 | 14 avril     | Mairiporã,        | Jenny Rissveds         | Savilia Blunk     | Haley Batten      | Jenny Rissveds    |
| 2 | 21 avril     | Araxá,            | Haley Batten           | Jenny Rissveds    | Savilia Blunk     | Haley Batten      |
| 3 | 26 mai       | Nove Mesto,       | Pauline Ferrand-Prévot | Haley Batten      | Alessandra Keller | Haley Batten      |
| 4 | 16 juin      | Val di Sole,      | Pauline Ferrand-Prévot | Puck Pieterse     | Candice Lill      | Haley Batten      |
| 5 | 23 juin      | Crans-Montana,    | Loana Lecomte          | Alessandra Keller | Puck Pieterse     | Alessandra Keller |
| 6 | 7 juillet    | Les Gets,         | Puck Pieterse          | Candice Lill      | Alessandra Keller | Alessandra Keller |
| 7 | 29 septembre | Lake Placid,      | Laura Stigger          | Sina Frei         | Loana Lecomte     | Alessandra Keller |
| 8 | 6 octobre    | Mont Sainte-Anne, | Loana Lecomte          | Laura Stigger     | Sina Frei         | Alessandra Keller |

| Pos | Cycliste          | Pts  |
| --- | ----------------- | ---- |
| 1.  | Alessandra Keller | 1558 |
| 2.  | Laura Stigger     | 1262 |
| 3.  | Candice Lill      | 1242 |
| 4.  | Loana Lecomte     | 1205 |
| 5.  | Savilia Blunk     | 1192 |
| 6.  | Jenny Rissveds    | 1154 |
| 7.  | Sina Frei         | 1051 |
| 8.  | Evie Richards     | 1030 |
| 9.  | Puck Pieterse     | 1023 |
| 10. | Rebecca Henderson | 959  |

#### Espoirs
| # | Date         | Lieu              | Vainqueur         | Deuxième        | Troisième       | Leader du général |
| - | ------------ | ----------------- | ----------------- | --------------- | --------------- | ----------------- |
| 1 | 14 avril     | Mairiporã,        | Kira Böhm         | Ginia Caluori   | Emilly Johnston | Kira Böhm         |
| 2 | 21 avril     | Araxá,            | Kira Böhm         | Emilly Johnston | Valentina Corvi | Kira Böhm         |
| 3 | 25 mai       | Nove Mesto,       | Isabella Holmgren | Madigan Munro   | Olivia Onesti   | Kira Böhm         |
| 4 | 16 juin      | Val di Sole,      | Isabella Holmgren | Olivia Onesti   | Elina Benoit    | Kira Böhm         |
| 5 | 23 juin      | Crans-Montana,    | Olivia Onesti     | Madigan Munro   | Emilly Johnston | Kira Böhm         |
| 6 | 7 juillet    | Les Gets,         | Isabella Holmgren | Olivia Onesti   | Kira Böhm       | Kira Böhm         |
| 7 | 28 septembre | Lake Placid,      | Isabella Holmgren | Kira Böhm       | Ginia Caluori   | Kira Böhm         |
| 8 | 6 octobre    | Mont Sainte-Anne, | Kira Böhm         | Olivia Onesti   | Fiona Schibler  | Kira Böhm         |

| Pos | Cycliste            | Pts  |
| --- | ------------------- | ---- |
| 1.  | Kira Böhm           | 1002 |
| 2.  | Olivia Onesti       | 803  |
| 3.  | Madigan Munro       | 759  |
| 4.  | Emilly Johnston     | 683  |
| 5.  | Isabella Holmgren   | 670  |
| 6.  | Ginia Caluori       | 638  |
| 7.  | Valentina Corvi     | 568  |
| 8.  | Ella MacPhee        | 528  |
| 9.  | Lea Huber           | 421  |
| 10. | Ella MacLean-Howell | 383  |

## Cross-country short track

### Hommes

#### Élites
| # | Date         | Lieu              | Vainqueur       | Deuxième            | Troisième       | Leader du général |
| - | ------------ | ----------------- | --------------- | ------------------- | --------------- | ----------------- |
| 1 | 13 avril     | Mairiporã         | Samuel Gaze     | Luca Schwarzbauer   | Martín Vidaurre | Samuel Gaze       |
| 2 | 20 avril     | Araxá,            | Victor Koretzky | Christopher Blevins | Alan Hatherly   | Victor Koretzky   |
| 3 | 25 mai       | Nove Mesto,       | Victor Koretzky | Christopher Blevins | Thomas Litscher | Victor Koretzky   |
| 4 | 14 juin      | Val di Sole,      | Samuel Gaze     | Victor Koretzky     | Jens Schuermans | Victor Koretzky   |
| 5 | 22 juin      | Crans-Montana,    | Tom Pidcock     | Julian Schelb       | Luca Braidot    | Victor Koretzky   |
| 6 | 5 juillet    | Les Gets,         | Alan Hatherly   | Charlie Aldridge    | Samuel Gaze     | Samuel Gaze       |
| 7 | 28 septembre | Lake Placid,      | Victor Koretzky | Simon Andreassen    | Alan Hatherly   | Victor Koretzky   |
| 8 | 4 octobre    | Mont Sainte-Anne, | Victor Koretzky | Mathis Azzaro       | Alan Hatherly   | Victor Koretzky   |

| Pos | Cycliste            | Pts  |
| --- | ------------------- | ---- |
| 1.  | Victor Koretzky     | 1350 |
| 2.  | Alan Hatherly       | 1090 |
| 3.  | Luca Schwarzbauer   | 981  |
| 4.  | Samuel Gaze         | 976  |
| 5.  | Filippo Colombo     | 943  |
| 6.  | Christopher Blevins | 782  |
| 7.  | Nino Schurter       | 774  |
| 8.  | Thomas Litscher     | 744  |
| 9.  | Simon Andreassen    | 731  |
| 10. | Martin Vidaurre     | 687  |

#### Espoirs
| # | Date         | Lieu              | Vainqueur   | Deuxième      | Troisième        | Leader du général |
| - | ------------ | ----------------- | ----------- | ------------- | ---------------- | ----------------- |
| 1 | 12 avril     | Mairiporã,        | Riley Amos  | Dario Lillo   | Sondre Rokke     | Riley Amos        |
| 2 | 19 avril     | Araxá,            | Riley Amos  | Bjorn Riley   | Luke Wiedmann    | Riley Amos        |
| 3 | 24 mai       | Nove Mesto,       | Riley Amos  | Dario Lillo   | Luke Wiedmann    | Riley Amos        |
| 4 | 14 juin      | Val di Sole,      | Bjorn Riley | Riley Amos    | Oleksandr Hudyma | Riley Amos        |
| 5 | 21 juin      | Crans-Montana,    | Riley Amos  | Bjorn Riley   | Luca Martin      | Riley Amos        |
| 6 | 5 juillet    | Les Gets,         | Bjorn Riley | Finn Treudler | Rens Teunissen   | Riley Amos        |
| 7 | 27 septembre | Lake Placid,      | Dario Lillo | Luca Martin   | Luke Wiedmann    | Riley Amos        |
| 8 | 3 octobre    | Mont Sainte-Anne, | Dario Lillo | Bjorn Riley   | Luke Moir        | Riley Amos        |

| Pos | Cycliste       | Pts |
| --- | -------------- | --- |
| 1.  | Riley Amos     | 730 |
| 2.  | Bjorn Riley    | 690 |
| 3.  | Dario Lillo    | 668 |
| 4.  | Luca Martin    | 587 |
| 5.  | Finn Treudler  | 537 |
| 6.  | Luke Wiedmann  | 532 |
| 7.  | Luke Moir      | 431 |
| 8.  | Rens Teunissen | 403 |
| 9.  | Oliver Solvhoj | 374 |
| 10. | Mathis Guay    | 367 |

### Femmes

#### Élites
| # | Date         | Lieu              | Vainqueur         | Deuxième               | Troisième         | Leader du général |
| - | ------------ | ----------------- | ----------------- | ---------------------- | ----------------- | ----------------- |
| 1 | 13 avril     | Mairiporã,        | Evie Richards     | Rebecca Henderson      | Alessandra Keller | Evie Richards     |
| 2 | 20 avril     | Araxá,            | Haley Batten      | Linda Indergand        | Savilia Blunk     | Haley Batten      |
| 3 | 25 mai       | Nove Mesto,       | Alessandra Keller | Pauline Ferrand-Prévot | Haley Batten      | Alessandra Keller |
| 4 | 14 juin      | Val di Sole,      | Puck Pieterse     | Pauline Ferrand-Prévot | Savilia Blunk     | Alessandra Keller |
| 5 | 22 juin      | Crans-Montana,    | Puck Pieterse     | Alessandra Keller      | Anne Tauber       | Alessandra Keller |
| 6 | 5 juillet    | Les Gets,         | Alessandra Keller | Puck Pieterse          | Rebecca Henderson | Alessandra Keller |
| 7 | 28 septembre | Lake Placid,      | Sina Frei         | Jenny Rissveds         | Evie Richards     | Alessandra Keller |
| 8 | 4 octobre    | Mont Sainte-Anne, | Sina Frei         | Loana Lecomte          | Evie Richards     | Alessandra Keller |

| Pos | Cycliste          | Pts  |
| --- | ----------------- | ---- |
| 1.  | Alessandra Keller | 1370 |
| 2.  | Evie Richards     | 990  |
| 3.  | Rebecca Henderson | 986  |
| 4.  | Sina Frei         | 984  |
| 5.  | Savilia Blunk     | 842  |
| 6.  | Puck Pieterse     | 840  |
| 7.  | Laura Stigger     | 824  |
| 8.  | Loana Lecomte     | 795  |
| 9.  | Nicole Koller     | 750  |
| 10. | Linda Indergand   | 746  |

#### Espoirs
| # | Date         | Lieu              | Vainqueur         | Deuxième            | Troisième       | Leader du général |
| - | ------------ | ----------------- | ----------------- | ------------------- | --------------- | ----------------- |
| 1 | 12 avril     | Mairiporã,        | Kira Böhm         | Madigan Munro       | Sofia Waite     | Kira Böhm         |
| 2 | 19 avril     | Araxá,            | Kira Böhm         | Emilly Johnston     | Carla Hahn      | Kira Böhm         |
| 3 | 24 mai       | Nove Mesto,       | Isabella Holmgren | Ella Maclean-Howell | Madigan Munro   | Kira Böhm         |
| 4 | 14 juin      | Val di Sole,      | Kira Böhm         | Isabella Holmgren   | Emilly Johnston | Kira Böhm         |
| 5 | 21 juin      | Crans-Montana,    | Emilly Johnston   | Carla Hahn          | Madigan Munro   | Kira Böhm         |
| 6 | 5 juillet    | Les Gets,         | Isabella Holmgren | Kira Böhm           | Sina Van Thiel  | Kira Böhm         |
| 7 | 29 septembre | Lake Placid,      | Kira Böhm         | Isabella Holmgren   | Simona Spesna   | Kira Böhm         |
| 8 | 6 octobre    | Mont Sainte-Anne, | Kira Böhm         | Isabella Holmgren   | Lea Huber       | Kira Böhm         |

| Pos | Cycliste           | Pts |
| --- | ------------------ | --- |
| 1.  | Kira Böhm          | 821 |
| 2.  | Emilly Johnston    | 620 |
| 3.  | Madigan Munro      | 573 |
| 4.  | Isabella Holmgren  | 550 |
| 5.  | Olivia Onesti      | 464 |
| 6.  | Ginia Caluori      | 454 |
| 7.  | Adela Holubova     | 400 |
| 8.  | Ella McLean-Howell | 390 |
| 9.  | Ella MacPhee       | 384 |
| 10. | Simona Spesna      | 360 |

## Descente

### Hommes

#### Élites
| # | Date        | Lieu              | Vainqueur        | Deuxième              | Troisième             | Leader du général |
| - | ----------- | ----------------- | ---------------- | --------------------- | --------------------- | ----------------- |
| 1 | 5 mai       | Fort William      | Loïc Bruni       | Troy Brosnan          | Finn Iles             | Loïc Bruni        |
| 2 | 19 mai      | Bielsko-Biała,    | Rónán Dunne      | Loïc Bruni            | Loris Vergier         | Loïc Bruni        |
| 3 | 9 juin      | Leogang           | Loïc Bruni       | Finn Iles             | Lachlan Stevens-McNab | Loïc Bruni        |
| 4 | 16 juin     | Val di Sole       | Amaury Pierron   | Dakotah Norton        | Finn Iles             | Loïc Bruni        |
| 5 | 7 juillet   | Les Gets          | Amaury Pierron   | Andreas Kolb          | Greg Minnaar          | Loïc Bruni        |
| 6 | 8 septembre | Loudenvielle      | Benoît Coulanges | Reece Wilson          | Andreas Kolb          | Loïc Bruni        |
| 7 | 5 octobre   | Mont Sainte-Anne, | Troy Brosnan     | Lachlan Stevens-McNab | Laurie Greenland      | Loïc Bruni        |

| Pos | Cycliste         | Pts  |
| --- | ---------------- | ---- |
| 1.  | Loïc Bruni       | 1651 |
| 2.  | Troy Brosnan     | 1317 |
| 3.  | Amaury Pierron   | 1302 |
| 4.  | Rónán Dunne      | 1202 |
| 5.  | Finn Iles        | 1152 |
| 6.  | Andreas Kolb     | 1149 |
| 7.  | Benoît Coulanges | 1121 |
| 8.  | Luca Shaw        | 1066 |
| 9.  | Dakotah Norton   | 1058 |
| 10. | Loris Vergier    | 981  |

#### Juniors
| # | Date        | Lieu             | Vainqueur    | Deuxième       | Troisième      | Leader du général |
| - | ----------- | ---------------- | ------------ | -------------- | -------------- | ----------------- |
| 1 | 5 mai       | Fort William     | Asa Vermette | Luke Wayman    | Daniel Parfitt | Asa Vermette      |
| 2 | 19 mai      | Bielsko-Biała    | Asa Vermette | Mylann Falquet | Dane Jewett    | Asa Vermette      |
| 3 | 9 juin      | Leogang          | Max Alran    | Dane Jewett    | Mike Huter     | Dane Jewett       |
| 4 | 16 juin     | Val di Sole      | Max Alran    | Asa Vermette   | Mylann Falquet | Asa Vermette      |
| 5 | 7 juillet   | Les Gets         | Asa Vermette | Max Alran      | Jon Mozell     | Asa Vermette      |
| 6 | 8 septembre | Loudenvielle     | Max Alran    | Tyler Waite    | Luke Wayman    | Max Alran         |
| 7 | 6 octobre   | Mont Sainte-Anne | Max Alran    | Till Alran     | Tyler Waite    | Max Alran         |

| Pos | Cycliste         | Pts |
| --- | ---------------- | --- |
| 1.  | Max Alran        | 332 |
| 2.  | Luke Wayman      | 246 |
| 3.  | Asa Vermette     | 239 |
| 4.  | Dane Jewett      | 231 |
| 5.  | Till Alran       | 168 |
| 6.  | Ryan Griffith    | 154 |
| 7.  | Mylann Falquet   | 148 |
| 8.  | Rafaël Pelletier | 127 |
| 9.  | Jon Mozell       | 126 |
| 10. | Daniel Parfitt   | 113 |

### Femmes

#### Élites
| # | Date        | Lieu              | Vainqueur       | Deuxième         | Troisième       | Leader du général |
| - | ----------- | ----------------- | --------------- | ---------------- | --------------- | ----------------- |
| 1 | 5 mai       | Fort William      | Valentina Höll  | Nina Hoffmann    | Tahnée Seagrave | Valentina Höll    |
| 2 | 19 mai      | Bielsko-Biała     | Marine Cabirou  | Camille Balanche | Nina Hoffmann   | Valentina Höll    |
| 3 | 9 juin      | Leogang           | Valentina Höll  | Anna Newkirk     | Myriam Nicole   | Valentina Höll    |
| 4 | 16 juin     | Val di Sole       | Tahnée Seagrave | Marine Cabirou   | Monika Hrastnik | Valentina Höll    |
| 5 | 7 juillet   | Les Gets          | Eleonora Farina | Mille Johnset    | Tahnée Seagrave | Valentina Höll    |
| 6 | 8 septembre | Loudenvielle      | Myriam Nicole   | Valentina Höll   | Phoebe Gale     | Valentina Höll    |
| 7 | 6 octobre   | Mont Sainte-Anne, | Marine Cabirou  | Gracey Hemstreet | Valentina Höll  | Valentina Höll    |

| Pos | Cycliste         | Pts  |
| --- | ---------------- | ---- |
| 1.  | Valentina Höll   | 1849 |
| 2.  | Marine Cabirou   | 1431 |
| 3.  | Tahnée Seagrave  | 1411 |
| 4.  | Myriam Nicole    | 1145 |
| 5.  | Nina Hoffmann    | 972  |
| 6.  | Phoebe Gale      | 804  |
| 7.  | Anna Newkirk     | 794  |
| 8.  | Monika Hrastnik  | 693  |
| 9.  | Mille Johnset    | 651  |
| 10. | Camille Balanche | 588  |

#### Juniors
| # | Date        | Lieu             | Vainqueur         | Deuxième          | Troisième         | Leader du général |
| - | ----------- | ---------------- | ----------------- | ----------------- | ----------------- | ----------------- |
| 1 | 5 mai       | Fort William     | Heather Wilson    | Sacha Earnest     | Eliana Hulsebosch | Heather Wilson    |
| 2 | 19 mai      | Bielsko-Biała    | Heather Wilson    | Erice van Leuven  | Sacha Earnest     | Heather Wilson    |
| 3 | 9 juin      | Leogang          | Erice van Leuven  | Eliana Hulsebosch | Heather Wilson    | Heather Wilson    |
| 4 | 16 juin     | Val di Sole      | Eliana Hulsebosch | Sacha Earnest     | Erice van Leuven  | Eliana Hulsebosch |
| 5 | 7 juillet   | Les Gets         | Heather Wilson    | Ella Svegby       | Eliana Hulsebosch | Eliana Hulsebosch |
| 6 | 8 septembre | Loudenvielle     | Erice van Leuven  | Heather Wilson    | Sacha Earnest     | Erice van Leuven  |
| 7 | 6 octobre   | Mont Sainte-Anne | Erice van Leuven  | Sacha Earnest     | Kale Cushman      | Erice van Leuven  |

| Pos | Cycliste          | Pts |
| --- | ----------------- | --- |
| 1.  | Erice van Leuven  | 350 |
| 2.  | Heather Wilson    | 290 |
| 3.  | Sacha Earnest     | 280 |
| 4.  | Eliana Hulsebosch | 270 |
| 5.  | Ella Svegby       | 165 |
| 6.  | Kale Cushman      | 150 |
| 7.  | Sacha Mills       | 130 |
| 8.  | Matilda Melton    | 125 |
| 9.  | Laïs Bonnaure     | 60  |
| 10. | Maxima Jaax       | 50  |

## Cross-country marathon

### Hommes
| # | Date         | Lieu         | Vainqueur           | Deuxième        | Troisième           | Leader du général   |
| - | ------------ | ------------ | ------------------- | --------------- | ------------------- | ------------------- |
| 1 | 26 mai       | Nove Mesto   | Fabian Rabensteiner | Alex Miller     | Samuele Porro       | Fabian Rabensteiner |
| 2 | 29 juin      | Megève       | Leonardo Páez       | Andreas Seewald | Samuele Porro       | Fabian Rabensteiner |
| 3 | 27 septembre | Lake Placid, | Simon Schneller     | Martin Stosek   | Fabian Rabensteiner | Fabian Rabensteiner |

| Pos | Cycliste            | Pts |
| --- | ------------------- | --- |
| 1.  | Fabian Rabensteiner | 550 |
| 2.  | Leonardo Páez       | 430 |
| 3.  | Simon Schneller     | 415 |
| 4.  | Samuele Porro       | 410 |
| 5.  | Andreas Seewald     | 405 |

### Femmes
| # | Date         | Lieu         | Vainqueur       | Deuxième        | Troisième       | Leader du général |
| - | ------------ | ------------ | --------------- | --------------- | --------------- | ----------------- |
| 1 | 26 mai       | Nove Mesto   | Vera Looser     | Lejla Njemčević | Rosa van Doorn  | Vera Looser       |
| 2 | 29 juin      | Megève       | Lejla Njemčević | Hannah Otto     | Vera Looser     | Lejla Njemčević   |
| 3 | 29 septembre | Lake Placid, | Vera Looser     | Rosa van Doorn  | Lejla Njemčević | Vera Looser       |

| Pos | Cycliste         | Pts |
| --- | ---------------- | --- |
| 1.  | Vera Looser      | 660 |
| 2.  | Lejla Njemčević  | 610 |
| 3.  | Janina Wüst      | 450 |
| 4.  | Rosa van Doorn   | 360 |
| 5.  | Terese Andersson | 340 |

## Cross-country eliminator

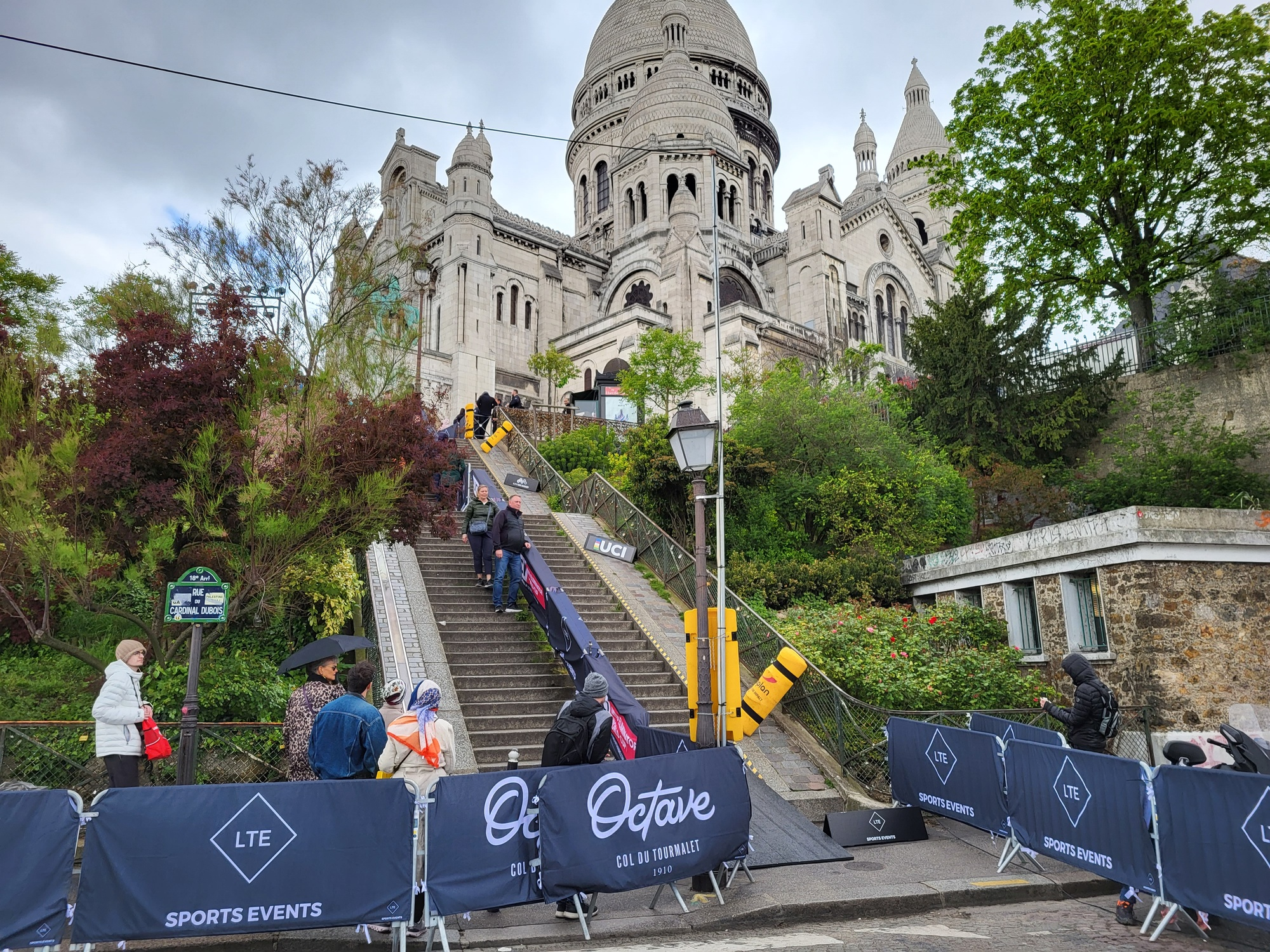
La basilique du Sacré-Cœur lors de la première manche de la Coupe du monde de cross-country eliminator à Paris.

### Hommes
| # | Date     | Lieu          | Vainqueur         | Deuxième              | Troisième             | Leader du général |
| - | -------- | ------------- | ----------------- | --------------------- | --------------------- | ----------------- |
| 1 | 20 avril | Paris         | Ede-Karoly Molnar | Edvin Lindh           | Jakob Klemenčič       | Ede-Karoly Molnar |
| 2 | 26 avril | Barcelone     | Lorenzo Serres    | Nils-Obed Riecker     | Titouan Perrin-Ganier | Lorenzo Serres    |
| 3 | 19 mai   | Palangka Raya | Lochlan Brown     | Riyadh Hakim          | Theo Hauser           | Lorenzo Serres    |
| 4 | 26 mai   | Sakarya       | Edvin Lindh       | Theo Hauser           | Jakob Klemenčič       | Edvin Lindh       |
| 5 | 2 juin   | Louvain       | Theo Hauser       | Edvin Lindh           | Lorenzo Serres        | Edvin Lindh       |
| 6 | 18 août  | São Paulo     | Edvin Lindh       | Luiz Henrique Cocuzzi | Ede-Karoly Molnar     | Edvin Lindh       |

| Pos | Cycliste              | Pts |
| --- | --------------------- | --- |
| 1.  | Edvin Lindh           | 496 |
| 2.  | Lorenzo Serres        | 403 |
| 3.  | Theo Hauser           | 376 |
| 4.  | Ede-Karoly Molnar     | 301 |
| 5.  | Nils-Obed Riecker     | 170 |
| 6.  | Titouan Perrin-Ganier | 162 |
| 7.  | Lochlan Brown         | 139 |
| 8.  | Simon Gegenheimer     | 134 |
| 9.  | Jakob Klemenčič       | 131 |
| 10. | Riyadh Hakim          | 101 |

### Femmes
| # | Date     | Lieu          | Vainqueur         | Deuxième            | Troisième           | Leader du général |
| - | -------- | ------------- | ----------------- | ------------------- | ------------------- | ----------------- |
| 1 | 20 avril | Paris         | Marion Fromberger | Gaia Tormena        | Margaux Borrelly    | Marion Fromberger |
| 2 | 26 avril | Barcelone     | Gaia Tormena      | Annemoon van Dienst | Marta Cano          | Gaia Tormena      |
| 3 | 19 mai   | Palangka Raya | Didi de Vries     | Madison Boissière   | Vipavee Deekaballes | Gaia Tormena      |
| 4 | 26 mai   | Sakarya       | Gaia Tormena      | Didi de Vries       | Line Mygdam         | Gaia Tormena      |
| 5 | 2 juin   | Louvain       | Gaia Tormena      | Coline Clauzure     | Line Mygdam         | Gaia Tormena      |
| 6 | 18 août  | São Paulo     | Marion Fromberger | Iara Caetano Leite  | Didi de Vries       | Gaia Tormena      |

| Pos | Cycliste            | Pts |
| --- | ------------------- | --- |
| 1.  | Gaia Tormena        | 440 |
| 2.  | Didi de Vries       | 371 |
| 3.  | Madison Boissière   | 329 |
| 4.  | Marion Fromberger   | 302 |
| 5.  | Coline Clauzure     | 209 |
| 6.  | Line Mygdam         | 208 |
| 7.  | Annemoon van Dienst | 188 |
| 8.  | Iara Caetano Leite  | 154 |
| 9.  | Marta Cano          | 90  |
| 10. | Amparo Chapa        | 81  |

## Cross-country à assistance électrique

### Hommes
| # | Date         | Lieu              | Vainqueur      | Deuxième       | Troisième      | Leader du général |
| - | ------------ | ----------------- | -------------- | -------------- | -------------- | ----------------- |
| 1 | 1er juin     | Arco              | Jérôme Gilloux | Joris Ryf      | Mirko Tabacchi | Jérôme Gilloux    |
| 2 | 2 juin       | Arco              | Jérôme Gilloux | Mirko Tabacchi | Joris Ryf      | Jérôme Gilloux    |
| 3 | 7 septembre  | Bielstein         | Joris Ryf      | Jérôme Gilloux | Jeroen van Eck | Jérôme Gilloux    |
| 4 | 8 septembre  | Bielstein         | Jérôme Gilloux | Joris Ryf      | Mirko Tabacchi | Jérôme Gilloux    |
| 5 | 11 septembre | Spa-Francorchamps | Jérôme Gilloux | Mirko Tabacchi | Joris Ryf      | Jérôme Gilloux    |
| 6 | 12 septembre | Spa-Francorchamps | Joris Ryf      | Jérôme Gilloux | Lukas Dennda   | Jérôme Gilloux    |
| 7 | 5 octobre    | Monaco            | Jérôme Gilloux | Mirko Tabacchi | Joris Ryf      | Jérôme Gilloux    |
| 8 | 6 octobre    | Monaco            | Jérôme Gilloux | Mirko Tabacchi | Adrian Cuellar | Jérôme Gilloux    |

| Pos | Cycliste       | Pts |
| --- | -------------- | --- |
| 1.  | Jérôme Gilloux | 190 |
| 2.  | Joris Ryf      | 151 |
| 3.  | Mirko Tabacchi | 112 |
| 4.  | Jeroen van Eck | 69  |
| 5.  | Lukas Dennda   | 60  |

### Femmes
| # | Date         | Lieu              | Vainqueur           | Deuxième             | Troisième           | Leader du général |
| - | ------------ | ----------------- | ------------------- | -------------------- | ------------------- | ----------------- |
| 1 | 1er juin     | Arco              | Sofia Wiedenroth    | Anna Spielmann       | Nathalie Schneitter | Sofia Wiedenroth  |
| 2 | 2 juin       | Arco              | Nathalie Schneitter | Anna Spielmann       | Sofia Wiedenroth    | Sofia Wiedenroth  |
| 3 | 7 septembre  | Bielstein         | Anna Spielmann      | Jacqueline Mariacher | Solène Bouissou     | Anna Spielmann    |
| 4 | 8 septembre  | Bielstein         | Anna Spielmann      | Jacqueline Mariacher | Solène Bouissou     | Anna Spielmann    |
| 5 | 11 septembre | Spa-Francorchamps | Sofia Wiedenroth    | Anna Spielmann       | Solène Bouissou     | Anna Spielmann    |
| 6 | 12 septembre | Spa-Francorchamps | Sofia Wiedenroth    | Anna Spielmann       | Solène Bouissou     | Anna Spielmann    |
| 7 | 5 octobre    | Monaco            | Sofia Wiedenroth    | Anna Spielmann       | Solène Bouissou     | Anna Spielmann    |
| 8 | 6 octobre    | Monaco            | Sofia Wiedenroth    | Solène Bouissou      | non attribuée       | Anna Spielmann    |

| Pos | Cycliste             | Pts |
| --- | -------------------- | --- |
| 1.  | Anna Spielmann       | 150 |
| 2.  | Sofia Wiedenroth     | 141 |
| 3.  | Solène Bouissou      | 100 |
| 4.  | Nathalie Schneitter  | 41  |
| 5.  | Jacqueline Mariacher | 40  |

## Enduro

### Hommes
| # | Date        | Lieu          | Vainqueur        | Deuxième         | Troisième         | Leader du général |
| - | ----------- | ------------- | ---------------- | ---------------- | ----------------- | ----------------- |
| 1 | 11 mai      | Finale Ligure | Richard Rude Jr. | Charles Murray   | Martin Maes       | Richard Rude Jr.  |
| 2 | 17 mai      | Bielsko-Biała | Charles Murray   | Sławomir Łukasik | Richard Rude Jr.  | Charles Murray    |
| 3 | 7 juin      | Leogang       | Richard Rude Jr. | Alex Rudeau      | Sławomir Łukasik  | Richard Rude Jr.  |
| 4 | 28 juin     | Combloux      | Richard Rude Jr. | Luke Meier-Smith | Alex Rudeau       | Richard Rude Jr.  |
| 5 | 13 juillet  | Bellwald      | Jack Moir        | Sławomir Łukasik | Richard Rude Jr.  | Richard Rude Jr.  |
| 6 | 6 septembre | Loudenvielle  | Martin Maes      | Richard Rude Jr. | Gregory Callaghan | Richard Rude Jr.  |

| Pos | Cycliste         | Pts  |
| --- | ---------------- | ---- |
| 1.  | Richard Rude Jr. | 2640 |
| 2.  | Sławomir Łukasik | 2088 |
| 3.  | Charles Murray   | 2031 |
| 4.  | Alex Rudeau      | 1801 |
| 5.  | Martin Maes      | 1572 |

### Femmes
| # | Date        | Lieu          | Vainqueur          | Deuxième           | Troisième          | Leader du général  |
| - | ----------- | ------------- | ------------------ | ------------------ | ------------------ | ------------------ |
| 1 | 11 mai      | Finale Ligure | Harriet Harnden    | Isabeau Courdurier | Ella Conolly       | Harriet Harnden    |
| 2 | 17 mai      | Bielsko-Biała | Isabeau Courdurier | Harriet Harnden    | Chloe Taylor       | Isabeau Courdurier |
| 3 | 7 juin      | Leogang       | Isabeau Courdurier | Harriet Harnden    | Morgane Charre     | Isabeau Courdurier |
| 4 | 28 juin     | Combloux      | Morgane Charre     | Isabeau Courdurier | Ella Conolly       | Isabeau Courdurier |
| 5 | 13 juillet  | Bellwald      | Harriet Harnden    | Ella Conolly       | Isabeau Courdurier | Isabeau Courdurier |
| 6 | 6 septembre | Loudenvielle  | Morgane Charre     | Mélanie Pugin      | Ella Conolly       | Harriet Harnden    |

| Pos | Cycliste           | Pts  |
| --- | ------------------ | ---- |
| 1.  | Harriet Harnden    | 2514 |
| 2.  | Isabeau Courdurier | 2493 |
| 3.  | Morgane Charre     | 2291 |
| 4.  | Ella Conolly       | 2224 |
| 5.  | Mélanie Pugin      | 1867 |

## Enduro électrique

### Hommes
| # | Date          | Lieu          | Vainqueur        | Deuxième        | Troisième      | Leader du général |
| - | ------------- | ------------- | ---------------- | --------------- | -------------- | ----------------- |
| 1 | 12 mai        | Finale Ligure | Ryan Gilchrist   | José Borges     | Cecce Camoin   | Ryan Gilchrist    |
| 2 | 18 mai        | Bielsko-Biała | Sławomir Łukasik | José Borges     | Ryan Gilchrist | Ryan Gilchrist    |
| 3 | 8 juin        | Leogang       | Martin Maes      | Lévy Batista    | Kévin Miquel   | José Borges       |
| 4 | 30 juin       | Combloux      | Antoine Rogge    | Damien Oton     | Ryan Gilchrist | Ryan Gilchrist    |
| 5 | 12-14 juillet | Bellwald      | Ryan Gilchrist   | Kévin Marry     | José Borges    | Ryan Gilchrist    |
| 6 | 7 septembre   | Loudenvielle  | Hugo Pigeon      | Mathieu Ruffray | Kévin Marry    | Ryan Gilchrist    |

| Pos | Cycliste       | Pts  |
| --- | -------------- | ---- |
| 1.  | Ryan Gilchrist | 1950 |
| 2.  | José Borges    | 1806 |
| 3.  | Hugo Pigeon    | 1651 |
| 4.  | Kévin Marry    | 1545 |
| 5.  | Andrea Garibbo | 1353 |

### Femmes
| # | Date          | Lieu          | Vainqueur           | Deuxième            | Troisième        | Leader du général   |
| - | ------------- | ------------- | ------------------- | ------------------- | ---------------- | ------------------- |
| 1 | 12 mai        | Finale Ligure | Florencia Espiñeira | Tracy Moseley       | Laura Charles    | Florencia Espiñeira |
| 2 | 18 mai        | Bielsko-Biała | Florencia Espiñeira | Tracy Moseley       | Laura Charles    | Florencia Espiñeira |
| 3 | 8 juin        | Leogang       | Florencia Espiñeira | Laura Charles       | Sofia Wiedenroth | Florencia Espiñeira |
| 4 | 30 juin       | Combloux      | Estelle Charles     | Florencia Espiñeira | George Swift     | Florencia Espiñeira |
| 5 | 12-14 juillet | Bellwald      | Florencia Espiñeira | Raphaela Richter    | Alia Marcellini  | Florencia Espiñeira |
| 6 | 7 septembre   | Loudenvielle  | Estelle Charles     | Florencia Espiñeira | Tracy Moseley    | Florencia Espiñeira |

| Pos | Cycliste            | Pts  |
| --- | ------------------- | ---- |
| 1.  | Florencia Espiñeira | 2725 |
| 2.  | Laura Charles       | 1871 |
| 3.  | Sofia Wiedenroth    | 1734 |
| 4.  | Alia Marcellini     | 1271 |
| 5.  | Tracy Moseley       | 1198 |